# التالي (فلم 2007)
التالي هو فيلم إثارة تم إنتاجه في الولايات المتحدة وصدر في سنة 2007. من بطولة نيكولاس كيج وجوليان مور وجيسيكا بيل وتوماس كريتشمان وبيتر فالك.

## القصة
كريس جونسون (نيكولاس كيج) رجل يستطيع التنبوء في المستقبل الخاص به، لكنه فقط يستطيع رؤية المستقبل للدقيقتين الفادمتين، عدا رؤيته لامرأة تذهب لتناول طعام العشاء. ورغم جهله بأية معلومات أخرى حول المرأة يذهب لانتظارها مرتين كل يوم الساعة 8:09. يعمل لوقت قصير في لاس فيغاس في تقديم برنامج حي يعرض فيه أعمالاً سحرية، ويدعم مردوده المادية بلعب القمار مستغلاً قدرته على التنبوء بالمستقبل القريب. من خلال كاميرا مراقبة يشك مراقبو نادي القمار به ويرسلون رجل الأمن إليه، فيراهم كريس ويترك الطاول ليختبيء بين أجهوة القمار. يتوجه لطاولة المشروبات ومن خلال قدرته الخاصة يشاهد عملية سرقة على الطاولة يكون نتيجتها قتل رجل الأمن الذي يلاحقه، غير أن كريس يقوم باستدراك السارق وضربه وإيقاعه أرضا ثم يأخذ منه المسدس، يعتقد الجميع أن كريس هو المعتدي رغم أنه يشرح لهم فوراً ما كان يمكن أن يحصل بيد أنهم يكذّبونه فيلاحقونه ولكنه يهرب. تسجل كاميرات الصالة الحدث الذي ستطلع عليه أجهزة الأمن القومي لاحقاً.
تجذب موهبة كريس اهتمام العميلة كالي فيريس (جوليان مور) من مكتب التحقيقات الفيدرالي خلالها إدراتها لتحقيق في قضية إرهابية تتعلق بالأمن القومي تتعلق بقنبلة نووية. تتبع العميلة فيريس كريس إلى منزله ولكنه يهرب منها بعد ان يرى قدومها ببصيرته. يصل اثنين من رجال الجماعة الإرهابية إلى الكازينو في لاس فيغاس حيث يعمل كريس فيستفسران عنه من رجل الأمن ثم يقتلانه.
في الصباح التالي، يذهب كريس لانتظار المرأة الساعة 8:09 فتصل ليز كوبر (جيسيكا بيل)، المرأة التي تظهر له في الرؤية. قدرة كريس السحرية تختلف مع ليز فهو لا يرى فقط ما يحدث بل كيف سيؤثر في المستقبل في حالة اتخاذه ردة فعل تجاه هذا المستقبل. يستبق كريس رؤية عشيق ليز السابق وهو يدخل المكان ويتجادل مع ليز، فيقترب كريس منه ويطلب منه الابتعاد عن السيدة مما يعرّضه لسخرية عشيقها ويسأله: «من أنت؟»، فيجيب كريس: «أنا مستقبلها»، يغضب عشيق ليز ويحاول ضربه فيتحاشى كريس الضربات في كل مرة. يعيد كريس رؤية المشهد ويتحاشى في كل مرة الضربات، ثم تأتي لحظة حدوث الحدث في الواقع ويدخل عشيق ليز السابق إلى المكان ويحدث المشهد إلى أن يصل إلى الضرب وفي هذه الحالة يترك كريس المجال لعشيق ليز لضربه، فيقع على الأرض ثم يخرج العشيق غاضبا. تساعد ليز كريس بالنهوض وتجلسه على طاولتها ثم تضع المنديل على الدم الخارج من شفته. يتعرفان على بعضهما ويخبرها أنه يعمل كساحر في لاس فيغاس ويتنبأ بالأحداث ولكن هذا لم يخدمه حين سُرِقت سيارته وأن الشرطة أخبرته أنه سيجدها في فلاغستاف في أريزونا، فتخبره ليز أنها متجهة أيضاً إلى هناك عارضة عليه أن تقلّه في سيارتها، وفي حالة أبدى أية أعراض توحي أنه شخصية سيكوباتية ستضطر لإنزاله من السيارة. يترافقان في السيارة، فيتحدث كريس عن القَدَر، وتخبره ليز عن عدم اهتمامها بموضوع القَدَر وأن الحياة ستكون أجمل لو حصل كل شيء فجأة، يترك هذا الكلام تأثيره في نفس كريس الذي لا يتفاجأ بشيء يتعلق به لقدرته على توقعه.
في مقر الجماعة الإرهابية، يستقبل هؤلاء طرداً محكم الإغلاق، يقومون بفتحه لإخراج برغي ضخم يتم إيلاجه داخل قنبلة نووية لتشغيلها. يجتمع أعضاء الجماعة للحديث حول قدرة كريس الخارقة، ويقرر أعضاؤها تصفيته بعد يقينها أن الأجهزة الأمنية تتبعه لتستفيد من قدراته لملاحقتهم.
نهاية الطريق مغلقة فيضطران لترك السيارة والنزول مشياً إلى قرية يسكنها سكان أصولهم من الهنود الحمر للإقامة في فندق صغير حيث تحميل ليز هدية لأحد الأطفال بمناسبة عيد ميلاده. في القرية تجالس ليز الفتيات الصغيرات ويجلس كريس بعيدا وهو يراقب ليز، تخبر إحدى الصغيرات ليز أن كريس يحبها فتسألها ليز كيف عرفت فتجيبها من نظرة وجهه التي تشبه نظرة وجه أخيها حين ينظر لعيشقته. تراقب ليز كريس وتشعر بانجذابها نحوه. في غرفة الفندق يشعر الاثنان بالانجذاب نحو بعضهما ويتطارحان الغرام، تستيقظ ليز صباحا في الفراش وتعلق حول موضوع القَدَر الذي قد يكون فعلا حقيقاً، في هذه اللحظة يفتح كريس عينيه بقوة.
في الصباح تخرج ليز إلى السوق فتلاحقها العميلة فيريس وتوقف السيارة إلى جانبها وتدخلها إليها وتصور لها كريس وكأنه مريض نفسيا يُصاب بهلوسات، تطلب منها المساعدة للقبض عليه بعد أن تعرض أمامها فيديو حادثة الاعتداء في الكازينو. تصدّق ليز كلامها وتوافق على وضع حبة منوم له على أن تخرج الحبة وتضعها في كأس العصير بعد دقيقتين من خروجه من الغرفة. تعود ليز إلى غرفة الفندق فيستقبلها كريس بالأحضان، يَخْرُج من الغرفة وبعد دقيقتين تُخرِج حبة المنوم وتضعها في العصير. يأتي كريس فتقدم له المشروب، وحين يبدأ بتناوله تتراجع ليز عن قرارها وتأمره بعدم شرب العصير وتحضنه وتخبره بكل ما دار بينها وبين العميلة فيريس وكيف أخبرته أنه مجنون. يأخذ كريس الريموت كونترول ويبدأ بسرد كلام ثم يغير قناة التلفزيون خلفه فتسمع ليز من المسلسل داخل التلفزيون الكلام ذاته الذي قاله كريس، يستمر كريس بتكرار الشيء ذاته قبل أن يغير إلى قناة جديدة. تسأله ليز كيف يستيطع التنبوء بكل ذلك، فيجيبها أنه ولد بهذه القدرة الخارقة. ويخبرها أن العميلة تلاحقه بسبب قضية أمن قومي وأنه لو وافق على طلبها فسيمضي حياته محبوساً عندهم. ثم يكتب لها ورقة ويطلب منها أن تفتحها بعد سبع دقائق من خروجه وتنفّذ المكتوب فيها. يخرج كريس ويحاول الهرب، فتلحقه العميلة فيريس مع فريقها وهو ينزل الجبل بسرعة، بعد سبع دقائق تفتح ليز الورقة وتقرأها ثم تخرج بسرعة وتشغّل السيارة ثم تتتركها تصطدم بخزان الماء الذي يقع ويسحب سلسلة معه تؤدي لتدحرج سيقان الأشجار المتراكمة فوق الجبل لتتدحرج خلف فريق العميلة فيريس. في الأسفل يتواجه كريس مع العميلة فتنظر فوقها لترى الأشجار وهي تتدحرج تجاهها، فتستفسر من كريس إن كان سيتركها تموت، فيقرر أن يقفز إليها ويجذبها إلى الأرض ثم يتوقف أحد الأغصان إلى جانبهما وتنقلب السيارة لتغطيهما من فوق بعد أن تشكّل مع الساق ملجأً فوقهما. يخرج كريس والعميلة من تحت السيارة ويستقبلهما رجال العميلة فيريس، تشكره العميلة على إنقاذها لكنها تأمر رجالها بإلقاء القبض عليه.
تنقله إلى مكتب التحقيق وتضع جهازاً لاستشعار أفكاره وتربطه إلى كرسي وتعرض أمامه نشرة الأخبار وتطلب منه البحث عن القنبلة النووية، بدلاً عن ذلك يرى كريس سلسلة أخبار مستقبلة ويرى فيها ليز في الخلف بعد أن خطفها رجال العصابة وأوثقوها إلى كرسي متحرك ثم يرى انفجار الكرسي. فيأخذ ردة فعل عصبية ويطلب من العميلة إخراجه ليستطيع التنبؤ أفضل خارجاً. فتوافق وتطلب من رجالها فكّه وإخراجه.
يهرب كريس من الاعتقال ويتسابق مع الزمن للوصول إلى موقف السيارات حيث ستقتل ليز. تلحقه فيريس وتَعِد بأن تحافظ على حياة ليز وتُعِدّ خطة للإمساك بالعصابة.
يستخدم كريس قدرته الخارقة ليقود مكتب التحقيقات القدرالي للميناء حيث تتواجد العصابة. حين يصل الجميع، يمشي كريس باتجاه زعيمهم متحاشيا الرصاص الموجه إليه. بعد قتل أفراد العصابة وإنقاذ ليز يكتشف الجميع أن القنبلة قد تم تشغيلها. تعرض فيريس مقياس الزلازل على كريس ليتنبأ بأية هزّة أرضية يمكن أن تحدث بعد الانفجار. أثناء تحديقه بالشاشة، يدرك كريس أنه متأخر لأن القنبلة ستنفجر في البحر وستؤدي لانهيار الميناء كاملاً بالإضافة إلى كامل المدينة.
يعود المشهد إلى الزمن الذي يكون فيه كريس وليز في الفراش معاً في الفندق وتخبره ليز أنها بدأت تؤمن بالقدر. ولأن ليز دخلت الأحداث فصار بإمكانه مشاهدة كل الأحداث التي ستحصل لفترة طويلة حتى حدوث الانفجار «في كل مرة تنظر فيها للمستقبل فسوف تغيره».
يتصل كريس بفيريس ويعرض عليها أن يساعدها في أيقاف القنبلة ثم يطلب من ليز أن تنتظره.

## الميزانية والإيرادات
بلغت تكلفة إنتاج الفيلم حوالي 70 مليون دولار بينما حقق إيرادات تقدر بـ 76066841 دولار.

## وصلات خارجية
- مقالات تستعمل روابط فنية بلا صلة مع ويكي بيانات